# چاه رزمندگان
چاه رزمندگان یا چاه امام خمینی شماره ۲ روستایی در دهستان نهارجان بخش مود شهرستان سربیشه استان خراسان جنوبی ایران است.

## جمعیت
بر پایه سرشماری عمومی نفوس و مسکن در سال ۱۳۹۵ جمعیت این روستا ۷۰ نفر (۲۰خانوار) بوده‌است.